# Karl-Horst Bichler
Karl-Horst Bichler (* 20. November 1933  in Amberg) ist ein deutscher Arzt und Autor historischer Schriften.

## Leben
Bichler studierte und promovierte an der Universität Münster, war Assistenzarzt an verschiedenen städtischen Kliniken bzw. Instituten und der Medizinischen Hochschule Hannover. Es schlossen sich die Facharztausbildung in Urologie, Habilitation und Professur an der Urologischen Universitätsklinik Marburg 1967 bis 1975 an.
1975 erfolgte seine Berufung als Professor  auf das Ordinariat für Urologie der Universität Tübingen. Bis zur Emeritierung 2002 war er ärztlicher Direktor der Urologischen Universitätsklinik Tübingen.
Er publizierte wissenschaftliche Arbeiten zum Harnsteinleiden, der akademischen Lerndidaktik, und der Arzthaftpflicht sowie militärmedizinische bzw. -historische Studien und Bücher zu den Napoleonischen Kriegen in Deutschland und dem zum Preußisch-Österreichischen Krieg 1866, ferner zur Tätigkeit des hannoverschen Generalstabsarztes Louis Stromeyer in den
Kriegen Mitte des 19. Jahrhunderts. Zu historischen Themen hielt er Vorträge.

## Werke (Auswahl)
- Niereninsuffizienz beim Verschlußikterus: tierexperimentelle Untersuchungen am Hund, 1971, mit Dieter Maroske und Kurt Naber.
- Methoden zur Untersuchung der Proteinfraktionen im Urin, 1972
- Impotenz nach Harnröhrenverletzung, 1973, mit Kurt Naber.
- Napoleons Krieg gegen Preußen und Sachsen 1806: (Schleiz, Saalfeld, Jena und Auerstedt), 2006.
- Der Harnwegsinfekt: Pathogenese, Diagnostik, Therapie, 2011, zusammen mit Jens E. Altwein.
- Der preußisch-österreichische Krieg in Böhmen 1866, 2009, mit Ruijun Shen.
- Urologische Begutachtung im Arzthaftpflichtverfahren: Sammlung typischer Kasuistiken, 2011, mit Hans W. Wechsel
- Dr. Louis Stromeyer – Die Tätigkeit des hannoverschen Generalstabsarztes in und nach der Schlacht bei Langensalza im Juni 1866, 2013, ISBN 978-3-943922-03-5.[2]

als Herausgeber:
- Begutachtung und Arztrecht in der Urologie, 1986, ISBN 3-540-15930-4